# بئر حسن (حورة)
'

تعديل مصدري - تعديل

بئر حسن هي إحدى قرى عزلة حوره بمديرية حورة التابعة لمحافظة حضرموت، بلغ تعداد سكانها 77 نسمة حسب تعداد اليمن لعام 2004.